# 柳沢正和
柳沢 正和（やなぎさわ まさかず、1977年6月17日 - ）は、ゴールドマン・サックスプライムサービス部長。LGBT支援の認定NPO法人グッド・エイジング・エールズ所属。学校法人インターナショナル・スクール・オブ・アジア軽井沢（UWC ISAK Japan)評議員。

## 人物・略歴
東京都千代田区生まれ。慶應義塾大学総合政策学部卒業。2000年よりメリルリンチ証券に勤務。2002年より、ロンドンのメリルリンチに転勤し、5年間の海外勤務生活を送った。本人は、雑誌GQのインタビューで「この時に大きくイギリス社会がLGBTフレンドリーに転換するのを見て、日本もいつかは変わるではないかと希望を持った」と述べている。
帰国後2008年にドイツ証券ディレクターとなる。その後日本国内のLGBT支援のNPO法人グッド・エイジング・エールズgood aging yellsに所属。神奈川県葉山町に開いた「LGBTもそうでない人も、自分らしくすごせる”カラフルカフェ”」の初代店長を務める。その経験をTedxTokyoで話し、自身のゲイであるセクシャリティをカミングアウトした。世界中にインターネット中継されたスピーチは「史上最大級のカミングアウト」と報道された。
また職場でのLGBTの認知と積極的な会社の取り組みを求めるwork with prideプロジェクトに参画。2012年は日本IBM、2013年はソニー株式会社、2014年株式会社パナソニック、2015年株式会社リクルート・すまいカンパニー、そして2016年は第一生命保険株式会社と共同して、セミナーを開催、2016年のイベントでは日本中から約600名の人事担当者が参加した。また10月に日本初となる企業のLGBTに関する取り組み評価指標「PRIDE指標」を発表し、日本航空、関西電力、UBSグループなどをはじめとする53社が最高賞のゴールドを受賞した。
こうした試みを教育の世界にも広げて行きたいとの思いから、長野県軽井沢町に設立されたの日本初の全寮制インターナショナルスクール学校法人「インターナショナル・スクール・オブ・アジア軽井沢」ISAK Japan)の立ち上げに関わり、現在は評議員を務める。ISAKは2016年日本の学校としては初めて、世界的な学校連盟であるUnited World College(UWC)に加盟した。
2016年、英ファイナンシャル・タイムス紙が選ぶTop100LGBTエクゼクティブに選ばれた。またスイス・ダボス会議で開かれたマイクロソフトLGBTセッションにパネリストとして参加した。
現在、国際NGOヒューマン・ライツ・ウォッチ東京委員。LGBTアドバイザリー・コミッティー委員。同団体では2016年に日本のLGBTの子どもたちに対するいじめの実態を調査し、政策提言を行っている。
現在東洋経済オンラインで『LGBT最前線』の連載を持つ。

## 著書
- 柳沢正和、村木真紀、後藤純一『職場のLGBT読本―「ありのままの自分」で働ける環境を目指して』実務教育出版、2015年7月22日。ISBN 978-4788910942。